# Al-Hilal (Rijad)
Al-Hilal as-Saudi Football Club (arab. ‏الهلال السعودي‎) – saudyjski klub piłkarski mający siedzibę w Rijadzie, grający w pierwszej lidze. Został założony 16 października 1957 i od tego czasu jest najbardziej utytułowanym zespołem w kraju. Jest także najbardziej popularnym klubem w kraju wśród kibiców, nie tylko pochodzących z Arabii Saudyjskiej, ale i zagranicy.
Zespół nosi przydomek „Al-Zeem”, co w wolnym tłumaczeniu znaczy „Liderzy”. Przydomek wziął się właśnie z faktu noszenia miana najlepszego klubu w kraju.
8 marca 2024 Al-Hilal wyrównało rekord, jeśli chodzi o liczbę zwycięstw z rzędu we wszystkich rozgrywkach klubowych, który należał do walijskiego The New Saints FC, a 12 marca tego samego roku w meczu 1/4 finału Ligi Mistrzów AFC wygranym z Al-Ittihad Club 0:2 ustanowili nowy rekord zwycięstw z rzędu we wszystkich rozgrywkach klubowych w historii piłki nożnej.

## Sukcesy[3]
- Mistrzostwo Arabii Saudyjskiej (19x): 1977, 1979, 1985, 1986, 1988, 1990, 1996, 1998, 2002, 2005, 2008, 2010, 2011, 2017, 2018, 2020, 2021, 2022, 2024
- Puchar Króla Arabii Saudyjskiej (10x): 1961, 1964, 1980, 1982, 1984, 1989, 2015, 2017, 2020, 2023
- Puchar Korony Księcia (13x): 1964, 1995, 2000, 2003, 2005, 2006, 2008, 2009, 2010, 2011, 2012, 2013, 2016
- Puchar Saudyjskiej Federacji (7x): 1987, 1990, 1993, 1996, 2000, 2005, 2006
- Azjatycka Liga Mistrzów: 1992, 2000, 2019, 2021
- Puchar Zdobywców Pucharów Azji: 1997, 2002
- Superpuchar Azji: 1997, 2000
- Arabska Liga Mistrzów: 1997, 2000
- Arabski Puchar Zdobywców Pucharów: 2001
- Arabski Superpuchar: 2002
- Puchar Mistrzów Zatoki Perskiej: 1986, 1998
- Superpuchar Saudyjsko-Egipski: 2001